# آنتونی رامالتس
آنتونی رامالتس سیمون (به اسپانیایی: Antoni Ramallets Simón) (زاده ۴ ژوئن ۱۹۲۴ بارسلون اسپانیا - درگذشته ۳۰ ژوئیه ۲۰۱۳) دروازه‌بان فوتبال و مربی اسپانیایی بود. از آنتونی رامالتس به عنوان یکی از بهترین دروازبان‌های نسل خودش و همچنین به عنوان یکی از بهترین دروازبان‌های تاریخ فوتبال اسپانیا یاد می‌شود. او با کسب ۵ جایزه زامورا (مشترکا با ویکتور والدز) از این حیث برابر و پس از یان اوبلاک در رده دوم قرار دارند.